# Buzz Lightyear of Star Command
Buzz Lightyear of Star Command — компьютерная игра в жанре платформер/шутер, разработанная Traveller's Tales и опубликованная Disney Interactive и Activision в 2000 году и основанная на одноимённом мультсериале, являющемся ответвлением от «Истории игрушек». Выпущена для PlayStation, Windows и Game Boy Color.

## Игровой процесс
«Buzz Lightyear of Star Command» — экшн-платформер с видом от третьего лица. Действие игры происходит на различных вымышленных планетах. Игрок управляет Баззом Лайтером, который должен мчаться за злодеем до конца каждого уровня, где между ними происходит битва. Во время гонки игрок должен защищаться от различных врагов, которые пытаются остановить Базза. На каждом уровне игрок может собирать монеты и использовать их для покупки улучшений оружия, щитов, а также транспортных средств, таких как ховерборд, реактивный мотоцикл и реактивный ранец. Игрок также может заплатить за ярлыки уровня, такие как машины телепортация и панели усиления, которые запускают Базза дальше по уровням.
В определенный момент на каждом уровне Базз может вызвать своего партнёра Бустера, который падает на землю и вызывает землетрясение, чтобы убить всех врагов поблизости. Если главный злодей достигает конца уровня раньше Базза, у игрока будет 15 секунд, чтобы дойти до конца, прежде чем злодей сбежит. Если игрок прибегает до конца уровня раньше злодея, партнёр Базза Мира Нова ненадолго прибывает, чтобы истощить часть здоровья злодея, что облегчает битву для игрока. Финальная битва игрока — со Злым императором Зургом. Медали необходимы для перехода на следующие уровни, и их можно заработать, собрав маленьких зеленых человечков, разбросанных по уровням, и собрав достаточно денег, чтобы заработать свой знак. После победы на уровне игрок может повторно пройти его в двух игровых режимах, которые также награждают медалями в случае победы. В одном игровом режиме игрок проходит уровень, чтобы получить части робота-партнера Базза, XR; Другой режим игры испытание на время, в котором игрок должен вовремя добраться до конца уровня.
Версии игры для домашних консолей и Windows имеют 14 уровней и включают отрывки из мультсериала, а версия Game Boy Color содержит 12 уровней. Версия Game Boy Color игра в жанре экшн, рассматриваемая с точки зрения сверху вниз, которая также включает в себя те же транспортные средства, что и другие версии.

## Отзывы
| Сводный рейтинг    | Сводный рейтинг | Сводный рейтинг | Сводный рейтинг |
| Издание            | Оценка          | Оценка          | Оценка          |
| Издание            | Dreamcast       | GBC             | PS              |
| ------------------ | --------------- | --------------- | --------------- |
| GameRankings       | 56,95 %         | N/A             | 64,53 %         |
| Metacritic         | 55/100          | N/A             | 54/100          |
| Иноязычные издания |                 |                 |                 |
| Издание            | Оценка          | Оценка          | Оценка          |
| Издание            | Dreamcast       | GBC             | PS              |
| AllGame            | [ 1 ]           | N/A             | N/A             |
| EGM                | 7,5/10          | N/A             | 7/10            |
| Eurogamer          | 3/10            | N/A             | N/A             |
| GameFan            | 79 %            | N/A             | N/A             |
| Game Informer      | N/A             | N/A             | 5,5/10          |
| GamePro            | N/A             | N/A             | 2,5/5           |
| GameRevolution     | D−              | N/A             | N/A             |
| GameSpot           | 4,9/10          | N/A             | 4,9/10          |
| IGN                | 6,5/10          | 4/10            | 6/10            |
| Nintendo Power     | N/A             | 6,4/10          | N/A             |
| OPM                | N/A             | N/A             | 3,5/5           |

Версии для Dreamcast и PlayStation получили «смешанные отзывы» согласно Metacritic, и были раскритикованы за перспективу камеры; GamePro написал, что она «кружит, как сошедшие с ума американские горки». Некоторые обозреватели раскритиковали включение отрывков из мультсериала, заявив, что они не имеют большого отношения к сюжету и уровням игры. Некоторые критики также считали, что диалогу Базза не хватало бравады и остроумия персонажа из первой Истории игрушек, а другие заявляли, что игра понравится в первую очередь детям младшего возраста.
Кристиан Броггер из Game Informer рассмотрел версию для PlayStation и критически отозвался о её графике и игровом процессе. Адам Кливленд из IGN похвалил версию для PlayStation за её графику и включение Бобкэта Голдтуэйта в качестве актёра озвучивания, но критиковал «легко забывающуюся» музыку. Кливленд назвал гоночные части «совершенно бессмысленными» и счёл, что жанр игры трудно определить, «потому что он пытается склеить себя вместе с элементами из других игр». Кливленд также спросил, почему каждому боссу уровней нельзя причинить вред до конца гонки, и заявил, что он не очень доволен игрой. Official U.S. PlayStation Magazine считает игру «грязной смесью платформера, шутера и аркадного гонщика», которая «не совсем работает» в основном из-за элементов управления, особенно из-за отсутствия блокировки функции прицеливания. Журнал также посчитал уровни скучными.
Рассматривая версию Dreamcast, Джон Томпсон из AllGame обнаружил, что концепция игры повторяется, но заявил, что звук и музыка были хорошими. Сравнивая её с версией для PlayStation, Electronic Gaming Monthly полагал, что версия Dreamcast была лучше графически, особенно по частоте кадров, в то время как Мигель Лопес из GameSpot полагал, что версия для PlayStation имела лучшие кадры. GamePro также похвалил версию для PlayStation за частоту кадров и графику в мультяшном стиле, но критиковал врагов, которые возрождаются очень быстро. Том Брамвелл из Eurogamer упомянул графические проблемы с версией Dreamcast и заявил, что её единственной выгодной особенностью является набор бонусов.
Майкл Дж. Стейнхарт из PC Magazine похвалил версию для Windows за «четкую графику и плавное, захватывающее действие». Марк Никс из IGN раскритиковал версию Game Boy Color за её графику и плохой арсенал оружия. Никс был разочарован невозможностью выполнять трюки с ховербордом, как в версиях для домашних игровых консолей, и критически относился к элементам управления, написав, что Базз двигается слишком быстро. Никс отметил, что игрок мог пропустить преследуемого злодея, в результате чего игроку приходилось ждать в конце курса, пока не появится злодей, чтобы задержать их, поскольку их нельзя остановить до конца. Конечно, Никс посчитал эту концепцию «довольно глупой».